# بسمة الأطرش
بسمة الأطرش (مواليد طرابلس 1977م)، ممثلة ليبية.

## مسيرة
في بداياتها كانت  عازفة على آلة الساكسفون ودرست بعضاً من الموسيقى، واكتفت بتقديم بعض الأغاني الاجتماعية والفكاهية في أغلبية أعمالي الرمضانية وشاركت مع مطربين في بعض الأعمال الغنائية.
أول وقوف لها على المسرح  كان مع فرقة «أبناء الشهداء» بعمل استعراضي بعنوان «عد أرجالك»

## أعمال

### مسلسلات
- بنات مختار
- الكنة
- صور إجتماعية
- معزومين
- الفالحة
- العمارة
- الحاجه قميرة
- إيسارها
- قالوها
- إسم و حكاية
- ذاكرة النار
- عين العقل
- عاود من الأول
- عينى عينك
- عا الطاير
- حب الرمان
- عجب
- خاطينى
- غير خطرها
- كنز
- هي هكى
- ليبيات
- تخاريف - الجزء الثاني
- صالح بن ميلود
- السرايا

### المسرح
- «طريق السلامة»،
- «برج العقرب»،
- «القرابين»،
- «الحصة كملت»،
- «السور»،
- «عرب سات»،
- «من يقتل من».[5]

### الأعمال المسموعة
- «على هامش التاريخ»،
- «زيد أمية زيد دقيق»،
- «صفحات مضيئة»